# Stanisław Małkow
Stanisław Pawłowicz Małkow, ros. Станислав Павлович Малков; biał. Станіслаў Паўлавіч Малкаў – Stanisłau Pauławicz Małkau (ur. 13 sierpnia 1941 w Czelabińsku) – radziecki hokeista. Trener hokejowy z obywatelstwem białoruskim.
Jego syn Wadim także został hokeistą (w sezonie ligi polskiej 1992/1993 grał w Tysovii Tychy).

## Kariera zawodnicza
- Traktor Czelabińsk (1959-1960)
- Mołot-Prikamje Perm (1960-1962)
- Traktor Czelabińsk (1962-1965)
- Wympieł / Torpedo Mińsk (1965-1976)

W latach 60. był zawodnikiem Traktora Czelabińsk, grał na pozycji obrońcy. W zespole rozegrał cztery sezony, w tym 80 meczów. W połowie lat 60. przeniósł się do Białoruskiej SRR i kontynuował karierę w Torpedo Mińsk przez następną dekadę.

## Kariera trenerska
- Dinamo Mińsk (1981-1982)
- Junost' Mińsk (1990)
- Unia Oświęcim (1990-1994)
- Unia Oświęcim drużyny młodzieżowe (1994-1997)
- TTS Tychy (1998-1999)
- Polonia Bytom (1999-2000)
- KTH Krynica (2000-2001)
- Podhale Nowy Targ (2001-2002)
- Unia Oświęcim (2002-2004), asystent trenera
- Unia Oświęcim drużyny młodzieżowe (2004-2006)
- JKH Czarne Jastrzębie (2006-2008), asystent trenera i I trener
- UHKS „Mazowsze” Legia Warszawa (2008-2010), I trener
- UHKS „Mazowsze” Legia Warszawa juniorzy (2010-), I trener

Po zakończeniu kariery zawodniczej ukończył szkołę wyższą w 1984 (ВШТ). Podjął pracę w Mińsku. Przyjął obywatelstwo Białorusi.
Od 1990 prowadził drużyny w ekstralidze polskiej, m.in. przez sześć pierwszych lat z sukcesami Unię Oświęcim w sezonach 1990/1991, 1991/1992, 1992/1993, 1993/1994 do 1994. Pod jego wodzą Unia zdobyła pierwszy w historii klubu tytuł mistrza Polski. Pracował następnie w Tychach od 1998, w sezonie 1999/2000 był szkoleniowcem Polonii Bytom, później w Krynicy i w Nowym Targu. Następnie powrócił do Oświęcimia i pełnił funkcję asystenta I trenera Karela Suchánka w sezonach 2001/2002, 2002/2003, 2003/2004. Do 2006 pracował w Unii z drużynami młodzieżowymi. Od lipca 2006 asystent trenera Edwarda Miłuszewa, a od października 2006 I trener JKH GKS Jastrzębie w I lidze polskiej. W 2008 został trenerem Legii Warszawa. W sezonach 2008/2009 i 2009/2010 trenował UHKS Mazowsze Legia Warszawa, także w I lidze polskiej. W październiku 2010 ze stanowiska I trenera drużyny seniorskiej został przeniesiony do funkcji szkoleniowca drużyny juniorów Legii.

## Sukcesy
Zawodnicze
- Złoty medal wyższej ligi: 1966 z Wympiełem Mińsk, 1970 z Torpedo Mińsk
- Złoty medal Białoruskiej SRR: 1968, 1970 z Torpedo Mińsk

Trenerskie
- Złoty medal mistrzostw Polski: 1992, 2002, 2003, 2004 z Unią Oświęcim
- Srebrny medal mistrzostw Polski: 1991, 1993, 1994 z Unią Oświęcim
- Turniej finałowy Pucharu Europy: 1993 z Unią Oświęcim
- Złoty medal I ligi polskiej i awans do ekstraligi: 2000 z Polonią Bytom, 2008 z JKH Czarne Jastrzębie

Wyróżnienia
- Mistrz Sportu ZSRR